# 23 juli
23 juli är den 204:e dagen på året i den gregorianska kalendern (205:e under skottår). Det återstår 161 dagar av året.

## Återkommande bemärkelsedagar

### Nationaldagar
- Egyptens nationaldag (till minne av revolutionen 1952)

### Helgondagar
- Heliga Birgitta (hennes dödsdag 1373)

## Namnsdagar

### I den svenska almanackan
- Nuvarande – Emma och Emmy
- Föregående i bokstavsordning
  - Apollinaris – Namnet fanns på dagens datum före 1827 då det utgick till förmån för Emma. Apollinaris fanns där till minne av en kristen missionär Apollinaris, som av Paulus sändes till Ravenna, där han blev både biskop och martyr.
  - Elena – Namnet infördes på dagens datum 1986, men utgick 1993.
  - Emma – Namnet infördes på dagens datum 1827, för att hedra det svenska kronprinsparet Oscar (I):s och Josefinas andra barn, som föddes detta år och som kronprinsessan ville skulle heta Emma, om det blev en flicka. Det blev en pojke (Prins Gustaf av Sverige och Norge), men Emma infördes ändå på dagens datum detta år och har funnits där sedan dess. Då det därigenom blev sex kvinnonamnsdagar i rad från 19 till 24 juli började denna vecka kallas fruntimmersveckan.
  - Emmy – Namnet infördes på dagens datum 1986, men utgick 2001. 2015 återinfördes det dock på samma datum.
- Föregående i kronologisk ordning
  - Före 1827 – Apollinaris
  - 1827–1900 – Emma
  - 1901–1985 – Emma
  - 1986–1992 – Emma, Elena och Emmy
  - 1993–2000 – Emma och Emmy
  - 2001–2014 – Emma
  - Från 2015 – Emma och Emmy
- Källor: [1][2]

### Finlandssvenska almanackan
- Nuvarande från 1929[3] – Olga
- I föregående revideringar[a][4]
  - inga ändringar sedan 1929

## Händelser
- 685 – Sedan Benedictus II har avlidit den 8 maj väljs Johannes V till påve och eftersom traditionen att invänta godkännande från den bysantinske kejsaren nu är avskaffad installeras han i ämbetet redan samma dag. Under sitt korta pontifikat (han avlider ett år senare) står han ändock på mycket god fot med kejsaren.
- 1373 – Den svenska nunnan Birgitta Birgersdotter avlider i sitt palats i Rom. Sedan en begravningsgudstjänst har hållits för henne i staden förs hennes kvarlevor, på hennes egen befallning, tillbaka till Sverige och begravs i Vadstena, där hon har grundat ett kloster. Snart inleds en process för att få henne helgonförklarad, vilket hon blir 1391. Som Sveriges enda officiella katolska helgon blir hon snart känd som Heliga Birgitta och är idag ett av Europas åtta skyddshelgon. Hennes dotter Katarina fortsätter hennes arbete och blir den första abbedissan i Vadstena kloster.
- 1896 – Ångfartyget S/S Freja af Fryken förliser på sjön Fryken i Värmland, genom att hon träffas av en orkanliknande kastby, just som hon ska vända mot vinden, samtidigt som styrbords lastportar står öppna, för att lastningen vid en brygga ska gå så snabbt som möjligt. 11 av de 17 ombordvarande personerna omkommer i olyckan och fartyget ligger sedan på botten i 98 år. Efter flera bärgningsförsök lyckas man slutligen genomföra bärgningen på nittiåttonde årsdagen av förlisningen (23 juli 1994), varefter fartyget renoveras och sätts i museitrafik på hundraförsta årsdagen av förlisningen (23 juli 1997).
- 1914 – Efter skotten i Sarajevo den 28 juni ställer Österrike-Ungern denna dag ett ultimatum till Serbien (som den österrikiska regeringen misstänker har stött attentatet), med en mängd krav och att svar ska lämnas inom två dygn. Detta blir inledningen på "svarta veckan" under den pågående julikrisen, som varar till månadsskiftet juli–augusti (egentligen är det dock två veckor, till och med 6 augusti), då de diplomatiska förbindelserna bryts mellan flera europeiska stater och de europeiska stormakterna, efter flera årtiondens kapprustning och alliansbildning, går i krig mot varandra, vilket inleder första världskriget.
- 1942 – Adolf Hitler ger klartecken till inledning av Operation Edelweiss på östfronten under andra världskriget. Operationen går ut på att tyskarna ska erövra Kaukasus med dess stora oljetillgångar, och är en del av Operation Blå. Inledningsvis har tyskarna stora framgångar, vilka dock förbyts i nederlag under slaget om Stalingrad.
- 1952
  - Under ledning av Gamal Abdel Nasser genomför rörelsen "De fria officerarna" en statskupp i Egypten för att avsätta kung Farouk I (denne abdikerar tre dagar senare) och införa republik i landet. Statskuppen gör också slut på det brittiska inflytande och den militära närvaro i landet som rådit samt säkrar Sudans självständighet. Nasser inför året därpå en rad sociala reformer för det egyptiska samhället och genom en ny statskupp 1954 blir han Egyptens premiärminister och 1956 president till sin död 1970.
  - Europeiska kol- och stålgemenskapen (förkortat EKSG) inrättas, genom att dess fördrag träder i kraft för att vara i 50 år (det upphör den 23 juli 2002). Gemenskapen har upprättats mellan Frankrike, Italien och Västtyskland samt Belgien, Nederländerna och Luxemburg för att samarbeta inom produktion och försäljning av ämnena kol och stål, som båda utgör viktiga delar i vapentillverkning, och grundidén till fördraget har lagts genom den så kallade Schumandeklarationen 1950. Tanken är därmed, att man ska neutralisera tidigare konflikter mellan länderna. EKSG blir den första början till det samarbete som sedermera utvecklas till den nuvarande Europeiska unionen.
  - Förbundsländerna i Östtyskland avskaffas och istället delas landet in i distrikt.[5] De gamla förbundsländerna återinförs dock när Öst- och Västtyskland återförenas den 3 oktober 1990.
- 1962 – Den första direktsändningen av tv över Atlanten genomförs via Telstarsatellit. Detta innebär att tv-tittare i Europa kan se amerikansk tv i direktsändning, bland annat nyheter ledda av nyhetsankaret Walter Cronkite.
- 1967 – Det amerikanskstyrda territoriet Puerto Rico håller en folkomröstning om öns status. 60 % av deltagarna röstar emot att ön ska bli en amerikansk delstat[6] och än idag är den därför endast amerikanskt territorium och ingen delstat (även om den då och då nämns som potentiell kandidat till att bli USA:s 51:a stat).
- 1974 – Den militärjunta som har styrt Grekland sedan 1967 tvingas på fall. En vecka tidigare (15 juli) har juntan stött en greknationalistisk statskupp på ön Cypern, vilket bland annat lett till Turkiets invasion av ön (20 juli). I och med att juntan faller inleds en demokratiseringsprocess i Grekland och valen i november samma år blir de första i Grekland på ett årtionde.
- 1983 – Den inre maktkamp, som har pågått på Sri Lanka sedan självständigheten 1948, övergår i fullskaligt inbördeskrig mellan den lankesiska centralregeringen och den tamilska gerillarörelse som kallar sig Tamilska befrielsetigrarna. Kriget pågår i 26 år och leder till över 70 000 människors död, innan regeringen besegrar gerillan i maj 2009, vilket gör slut på kriget.
- 1986 – Bröllop hålls mellan brittiske prins Andrew och Sarah Ferguson i Westminster Abbey i London. Under sitt tioåriga äktenskap får paret två barn (Beatrice och Eugenie). Paret separerar 1992 och skiljs 1996.
- 1999 – 18 år efter att det amerikanska rymdfärjeprogrammet har inletts (1981) blir Eileen Collins den första kvinnliga befälhavaren ombord på en sådan farkost, då färjan Columbia lyfter på sitt 26:e uppdrag (som varar till den 27 juli).
- 2004 – Bron Stari most (”gamla bron”) i den bosniska staden Mostar återinvigs efter återuppbyggnad. Den ursprungliga bron byggdes 1566, men sköts sönder 1993 under Bosnienkriget. Återinvigningen blir starkt symbolisk, eftersom bron går över floden Neretva och binder samman stadens båda delar, varav en är kroatisk och en är bosnisk. Eftersom den gamla bron har varit arkitekturhistoriskt intressant utnämns den efter återinvigningen till världsarv.
- 2021 – Olympiska sommarspelen 2020 invigs i den japanska huvudstaden Tokyo och varar till den 8 augusti. Spelen skulle egentligen ha hållits redan 2020, men har fått skjutas upp ett år på grund av den pågående Covid-19-pandemin. Detta blir första gången sedan 1944 då ett OS inte hålls på utsatt tid.

## Födda
- 1603 – Axel Lillie, svensk friherre, greve, militär och politiker
- 1649 – Clemens XI, påve
- 1777 – Philipp Otto Runge, tysk målare
- 1796 – Franz Berwald, svensk tonsättare
- 1848 – Richard F. Pettigrew, amerikansk politiker och advokat, senator för South Dakota
- 1851 – Peder Severin Krøyer, dansk-norsk konstnär
- 1883 – Alan Brooke, 1:e viscount Alanbrooke, brittisk militär och fältmarskalk
- 1888 – Raymond Chandler, amerikansk deckarförfattare
- 1892 – Haile Selassie, kejsare av Abessinien/Etiopien
- 1898 – Bengt Djurberg, svensk skådespelare och sångare
- 1899 – Gustav Heinemann, tysk politiker, Västtysklands inrikesminister, justitieminister och förbundspresident
- 1905
  - Ragnar Falck, svensk skådespelare, regiassistent och produktionsledare
  - Elsa Winge, svensk skådespelare
- 1906 – Vladimir Prelog, bosnienkroatisk kemist, mottagare av Nobelpriset i kemi 1975
- 1911 – J. Russell Tuten, amerikansk demokratisk politiker, kongressledamot
- 1912 – Michael Wilding, brittisk skådespelare
- 1913
  - Coral Browne, australisk-brittisk skådespelare
  - Michael Foot, brittisk labourpolitiker, partiledare för Labour 1980–1983
  - Erik Huss, svensk folkpartistisk politiker, landshövding i Göteborgs och Bohus län 1971–1978 och Sveriges industriminister 1978–1979
  - Sven Wedén, svensk politiker, partiledare för Folkpartiet 1967–1969
- 1914 – Alf Prøysen, norsk visdiktare
- 1918 – Anders Franzén, svensk marintekniker och amatörforskare, upptäckare av regalskeppet Vasa 1956
- 1920 – Claes Falkenberg, svensk skådespelare
- 1921 – Sune Elffors, svensk skådespelare och officer
- 1921 – Lars-Magnus Lindgren, svensk svensk regissör och manusförfattare
- 1923 – Cyril M. Kornbluth, amerikansk science fiction-författare
- 1925
  - Cosimo Antonelli, italiensk vattenpolomålvakt
  - Oliver Smithies, brittisk-amerikansk patolog, mottagare av Nobelpriset i fysiologi eller medicin 2007
- 1929 – Kicki Håkansson, svensk fotomodell
- 1931
  - Lennart Aspegren, svensk jurist
  - Arata Isozaki, japansk arkitekt
  - Jan Troell, svensk regissör, manusförfattare, filmfotograf och professor
- 1944 – Pepe Serna, amerikansk skådespelare
- 1947 – Gardner Dozois, amerikansk redaktör och science fiction-författare
- 1948
  - Ross Cranston, brittisk labourpolitiker, parlamentsledamot
  - John Hall, amerikansk musiker och demokratisk politiker, kongressledamot
- 1954
  - Annie Sprinkle, amerikansk porrskådespelare, strippa, programledare, konstnär och författare
  - Philip Zandén, svensk regissör och skådespelare
- 1957
  - Kate Buffery, brittisk skådespelare
  - Theo van Gogh, nederländsk filmskapare, TV-producent, publicist och skådespelare
- 1961
  - Woody Harrelson, amerikansk skådespelare
  - Martin Gore, brittisk musiker, gitarrist, keyboardist, sångare och låtskrivare, medlem i syntgruppen Depeche Mode
- 1965 – Saul Hudson, amerikansk hårdrocksgitarrist med artistnamnet Slash, medlem i grupperna Velvet Revolver och Guns N' Roses
- 1966 – Samantha Beckinsale, brittisk skådespelare
- 1967
  - Philip Seymour Hoffman, amerikansk skådespelare
  - Titiyo Jah, svensk sångare med artistnamnet Titiyo
- 1968 – Stephanie Seymour, amerikansk fotomodell och skådespelerska
- 1969 – Brad Miller, kanadensisk ishockeyspelare
- 1970
  - Jesper Odelberg, svensk CP-skadad ståuppkomiker
  - Joakim Odelberg, svensk artist/låtskrivare och fotograf
- 1971
  - Juho Kautto, finländsk politiker
  - Alison Krauss, amerikansk sångare och violinist
- 1972 – Giovane Élber, brasiliansk fotbollsspelare
- 1973 – Monica Lewinsky, amerikansk kvinna och praktikant i Vita huset, känd för skandalen Lewinsky-affären
- 1974 – Maurice Greene, amerikansk friidrottare, OS-guld 2000
- 1980 – Michelle Williams, amerikansk sångare, låtskrivare, kompositör och skådespelare
- 1982 – Paul Wesley, amerikansk skådespelare
- 1983 – Josefine Öqvist, svensk fotbollsspelare, VM-silver 2003, VM-brons 2011
- 1989
  - Kim Ekdahl Du Rietz, svensk handbollsspelare
  - Daniel Radcliffe, brittisk skådespelare, mest känd i rollen som Harry Potter

## Avlidna
- 1373 – Birgitta Birgersdotter, svensk profet, författare, ordensgrundare och helgon
- 1563 – Götz von Berlichingen, tysk krigare
- 1756 – Erik Brahe, svensk greve, lantmarskalk och överste
- 1794 – Alexandre de Beauharnais, fransk militär, guvernör på Martinique
- 1802 – Olof Larsson, svensk gästgivare och politiker, bondeståndets talman
- 1836 – Jean-Félix Adolphe Gambart, fransk astronom
- 1861 – Claës Günther, svensk politiker och justitieråd, Sveriges justitiestatsminister
- 1875 – Isaac Merritt Singer, amerikansk uppfinnare, bland annat av Singersymaskinen
- 1878 – Carl von Rokitansky, österrikisk friherre och anatom
- 1885 – Ulysses S. Grant, amerikansk militär och republikansk politiker, USA:s president
- 1888 – Victoria Benedictsson, svensk författare med pseudonymen Ernst Ahlgren
- 1896 – Carrie Martyn, brittisk kristen socialist, fackföreningsorganisatör och guvernant
- 1916
  - Thomas M. Patterson, irländsk-amerikansk demokratisk politiker, senator för Colorado
  - William Ramsay, brittisk kemist, mottagare av Nobelpriset i kemi 1904
  - Adolf Weil, tysk invärtesläkare
- 1923 – Charles Dupuy, fransk politiker, Frankrikes tillförordnade president
- 1930 – Glenn Curtiss, amerikansk flygpionjär
- 1948 – D.W. Griffith, amerikansk filmregissör
- 1951 – Philippe Pétain, fransk militär och politiker, Vichyfrankrikes statschef
- 1955 – Cordell Hull, amerikansk jurist och politiker, utrikesminister, mottagare av Nobels fredspris 1945
- 1957 – Giuseppe Tomasi di Lampedusa, italiensk hertig och författare
- 1962 – Henry Dworshak, amerikansk republikansk politiker, senator för Idaho
- 1965 – Ernest S. Brown, amerikansk republikansk politiker, senator för Nevada
- 1966 – Montgomery Clift, amerikansk skådespelare
- 1968
  - Henry Dale, brittisk fysiolog, mottagare av Nobelpriset i fysiologi eller medicin 1936
  - Otto Falklind, svensk sjöman, navigationslärare och lektor
- 1971 – Van Heflin, amerikansk skådespelare
- 1973 – Eddie Rickenbacker, amerikansk stridspilot, racerförare och företagare
- 1988 – Lars-Owe Carlberg, svensk inspelningsledare, produktionsledare och producent
- 1992
  - Arletty (artistnamn för Léonie Bathiat), fransk modell och skådespelare
  - Tord Bernheim, svensk revyartist, sångare och skådespelare
- 1999 – Hassan II, kung av Marocko
- 2002
  - Olof Lagercrantz, svensk lyriker, författare, litteraturkritiker och publicist, chefredaktör för Dagens Nyheter
  - Leo McKern, australisk-brittisk skådespelare
- 2007
  - Ernst Otto Fischer, tysk kemist, mottagare av Nobelpriset i kemi 1973
  - Mohammed Zahir Shah, kung av Afghanistan
- 2010 – Jan "Janne" Halldoff, svensk filmregissör
- 2011
  - Robert Ettinger, amerikansk författare, känd som kryonikens fader
  - Nguyễn Cao Kỳ, vietnamesisk politiker och flyggeneral, Sydvietnams premiärminister, vicepresident
  - John Shalikashvili, georgiskfödd amerikansk general
  - Amy Winehouse, brittisk soul-, jazz- och R&B-sångare
- 2012
  - Lars Ardelius, svensk författare
  - Margaret Mahy, nyzeeländsk barnboksförfattare
  - Sally Ride, amerikansk astronaut
  - Lakshmi Sehgal, indisk politiker och läkare
- 2014 – Harriet Clayhills, finländsk författare
- 2016 – Thorbjörn Fälldin, politiker (C), Sveriges statsminister
- 2021
  - Steven Weinberg, amerikansk fysiker, mottagare av Nobelpriset i fysik 1979
  - Toshihide Masukawa, japansk fysiker, mottagare av Nobelpriset i fysik 2008
- 2022 – Ulf Bernitz, professor i europeisk integrationsrätt vid Stockholms universitet
- 2024 – Robin Warren, australisk patolog, mottagare av Nobelpriset i fysiologi eller medicin 2005